# Peder Anker

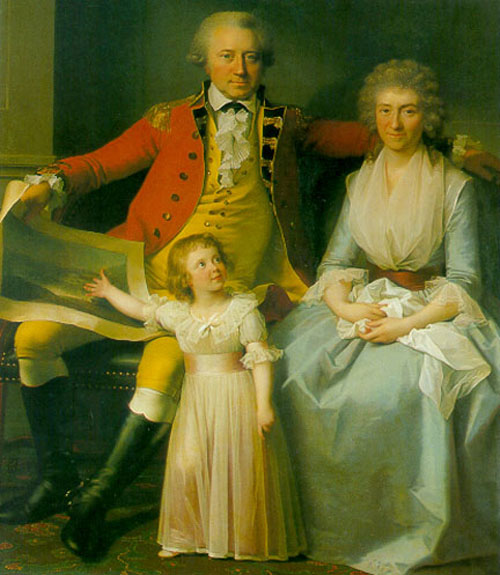
Peder Anker med familj

Peder Anker, född den 8 december 1749 i Kristiania (nuvarande Oslo), död den 10 december 1824 på Bogstad, var en norsk vägbyggare och statsman, bror till Bernt Anker. Han var kusin till Peter och Carsten Anker.

## Biografi
Från 1772 vistades Anker på gården Bogstad (i Aker, nära Kristiania), vilken han utvidgade till ett stort herresäte. Åren 1789–1800 ledde han som generalvägintendent (utan lön) anläggningen av nya vägar i Akershus stift. Jämte Nicolai Frederik Krohg (1732–1801) och dennes bror Georg Anton (1734–1797) kan han anses som skapare av de norska väganläggningarna. Bland hans vägar, vilka till en stor del byggdes av soldater, kan nämnas den bergenska huvudvägen över Filefjell (där det förut endast fanns en ridväg), den trondheimska huvudvägen och vägen från Kristiania söderut längs kusten.
År 1814 var Anker medlem av riksförsamlingen på Eidsvoll, där han slöt sig till det unionella partiet, vars ledare var greve Herman Wedel-Jarlsberg, som var gift med hans enda dotter Karen och blev hans arvtagare. Hösten samma år blev Anker utnämnd till norsk statsminister i Stockholm. Detta ämbete innehade han till 1822, då han drog sig tillbaka till Bogstad. Som statsman var han mindre betydande; han kan närmast betraktas som Wedel-Jarlsbergs organ hos Karl XIV Johan. Anker valdes in som ledamot av Kungliga Vetenskapsakademien 1815. 1822 blev han riddare av Carl XIII:s orden.